# 1429 Pemba
Az 1429 Pemba (ideiglenes jelöléssel 1937 NH) a Naprendszer kisbolygóövében található aszteroida. Cyril Jackson fedezte fel 1937. július 2-án, Johannesburgban.